# IV. János György szász választófejedelem
IV. János György (1668. október 18. – 1694. április 27.) a Wettin-ház Albert-ágából származó szász herceg, 1691-től haláláig választófejedelem.
III. János György választófejedelem (1647–1691) és Anna Zsófia dán királyi hercegnő (1647–1717) idősebbik fiaként született, és édesapja halála után lépett a trónra. Óriás termetű és erejű férfiként tartották számon, aki a politikában nagyra törő, és az I. Lipót császárral szemben is törtető, porosz születésű Schöning tábornagyra hallgatott, aki Szászországot a császár szövetségétől távolítani, és Brandenburghoz közelíteni próbálta. Nagy befolyással volt rá felesége, Neitschütz Magdolna Szibilla is.
János György 1693-ban bekapcsolódott a pfalzi örökösödési háborúba, de nem ért el sikereket a franciákkal szemben. Nem sokkal később fiatalon elhunyt, törvényes örökös hátrahagyása nélkül. Utóda öccse, I. Frigyes Ágost (1670–1733) lett, aki 1697-től II. („Erős”) Ágost néven Lengyelország királyának és Litvánia nagyfejedelmének címét is megszerezte.

## Lásd még
- Szászország uralkodóinak listája

| Előző uralkodó: III. János György | Szászország választófejedelme 1691 – 1694 Wettin-ház | Következő uralkodó: I. Frigyes Ágost |